# Alibertia utleyorum
Alibertia utleyorum är en måreväxtart som först beskrevs av John Duncan Dwyer, och fick sitt nu gällande namn av Charlotte M. Taylor. Alibertia utleyorum ingår i släktet Alibertia och familjen måreväxter. Inga underarter finns listade i Catalogue of Life.